# Orionnebulosan
Orionnebulosan, även kallad M42 - Messier 42, eller NGC 1976, är en ljusstark nebulosa i Orions stjärnbild. 
Nebulosan har en diameter på cirka 24 ljusår och ligger 1 344 ± 20 ljusår bort från jorden. Det gör den till det närmaste området i Vintergatan där massiv stjärnbildning kan observeras.
Under mörka förhållanden, så som de som råder på landsbygden, är det relativt lätt att se Orionnebulosan med blotta ögat som den suddiga fläck som utgör mellersta "stjärnan" i Orions svärd. Den hittas enklast genom att utgå från den mellersta stjärnan i Orions bälte och nedanför denna finna de tre ljuspunkter i en lodrät rad som utgör Orions svärd. Den mellersta av dessa är Orionnebulosan. Nebulosan är egentligen bara en liten välupplyst del av ett mycket större gasmolnskomplex som upptar hela Orions stjärnbild.

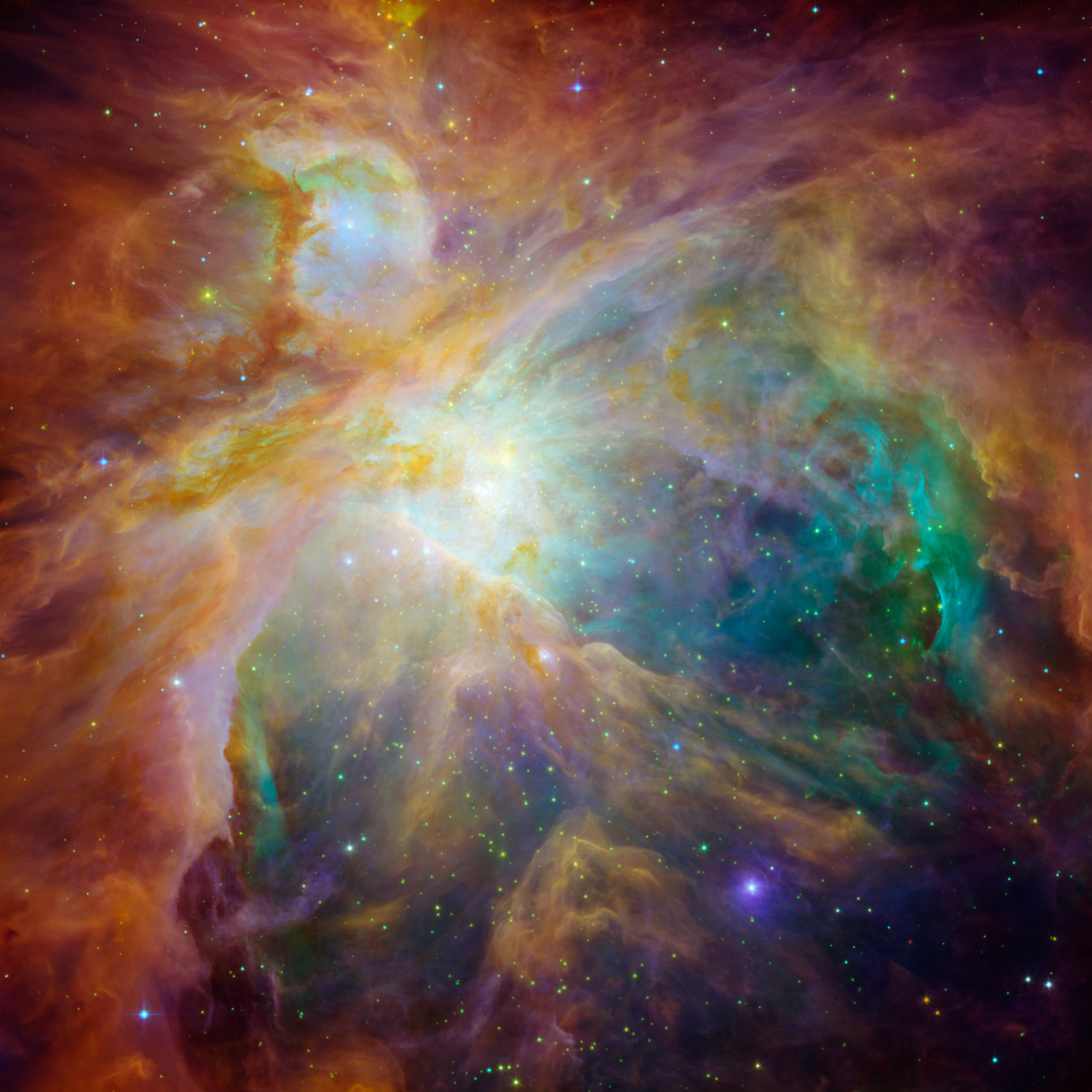
Orionnebulosan M42.

Orionnebulosan är både en så kallad emissionsnebulosa och en reflektionsnebulosa. I den centrala och ljusaste delen av nebulosan kan man även med ett mindre teleskop finna de fyra ljusstarka stjärnor som bildar det så kallade Trapetset eller Trapezium. Dessa jättestjärnor är tillsammans med många andra stjärnor i regionen relativt nybildade, troligen bara för 1-3 miljoner år sedan. De producerar väldiga stjärnvindar som skapar chockvågor i det omgivande gasmolnet och blir därmed orsak till att ytterligare stjärnor bildas. Enbart den massivaste av de fyra stjärnorna, Theta Orionis C, genererar en mäktig stjärnvind som är 100 000 gånger starkare än solens. Den ultravioletta strålningen från Trapetsstjärnorna joniserar nebulosans gasmoln vilket ger upphov till molnets rödaktiga färg.

Exempel på nya stjärnor och planetsystem under bildande i Orionnebulosan.

Orionnebulosans relativa närhet till jorden har gjort den till ett av de allra mest studerade objekten på stjärnhimlen. Detta har på senare år lett fram till helt nya insikter om hur stjärnor och planetsystem bildas och utvecklas. Man känner för närvarande till cirka 700 stjärnor i Orionnebulosan som är under bildande. Hubbleteleskopet har bland dessa hittat över 150 som omges av en protoplanetär skiva vilken utgör förstadiet till utvecklingen av ett planetsystem. Studierna av detta har gett en klarare bild av hur vår egen sol och jord har kommit till.